# دأب
الدأب أو الديدن أو الروتين (بالفرنسية: Routine)‏ هو تكرار نفس العمل يوميا، وقد يؤدي هذا لحالة من الملل ولهذا يُنصح أن يكسر الدأب بسفر أو أخذ عطلة أو التغيير.